# Gnadengehalt
Gnadengehalt (lateinisch Portĭo gratiālis) war ein Gehalt, das ohne Gegenleistung gezahlt wurde. Krünitz Oekonomische Enzyklopädie  von 1878 schreibt dazu, es sei „ein Gehalt, welchen ein Höherer einem Geringern aus Gnade, das ist aus unverdienter Neigung ertheilet, besonders so fern es verdienten aber zum fernern Dienste, Alters oder Schwachheit halber untüchtigen Personen, bewilliget wird.“

## Vergabe
Es wurde meist Offizieren regelmäßig gezahlt, obwohl sie nicht mehr im Dienste des Militärs standen. Auch an die Angehörigen von verstorbenen Staatsdienern und Militärangehörigen wurde es gezahlt, meist jedoch ohne einen rechtlichen Anspruch. Gnadengehalt ist ein historischer Vorläufer der Pension.